# A1公路 (英國)
A1公路，於1921年由英國運輸部命名，是英國最長的有編碼道路。A1公路長410英里（660），連接倫敦和愛丁堡，途經北倫敦、哈特菲爾德、韋林花園市、斯蒂夫尼奇、鮑多克、萊奇沃思、聖尼茨、亨廷登、彼得伯勒、史丹佛、格蘭瑟姆、特倫特河畔紐瓦克、雷特福德、唐卡斯特、利兹、約克、龐蒂弗拉克特、韋瑟比、里彭、雷德卡、米德爾斯堡、達靈頓、哈特爾浦、杜倫、新特蘭、蓋茨黑德、紐卡素、莫珀斯、阿尼克、特韋德河畔伯立克等地。

## 外部連結
- BiffVernon: A1-The Great North Road
- A1 at Roader's Digest (SABRE) （页面存档备份，存于）
- roadsUK: A1